# Cattleya iricolor
Cattleya iricolor är en orkidéart som beskrevs av Heinrich Gustav Reichenbach. Cattleya iricolor ingår i släktet Cattleya och familjen orkidéer. Inga underarter finns listade i Catalogue of Life.

## Bildgalleri

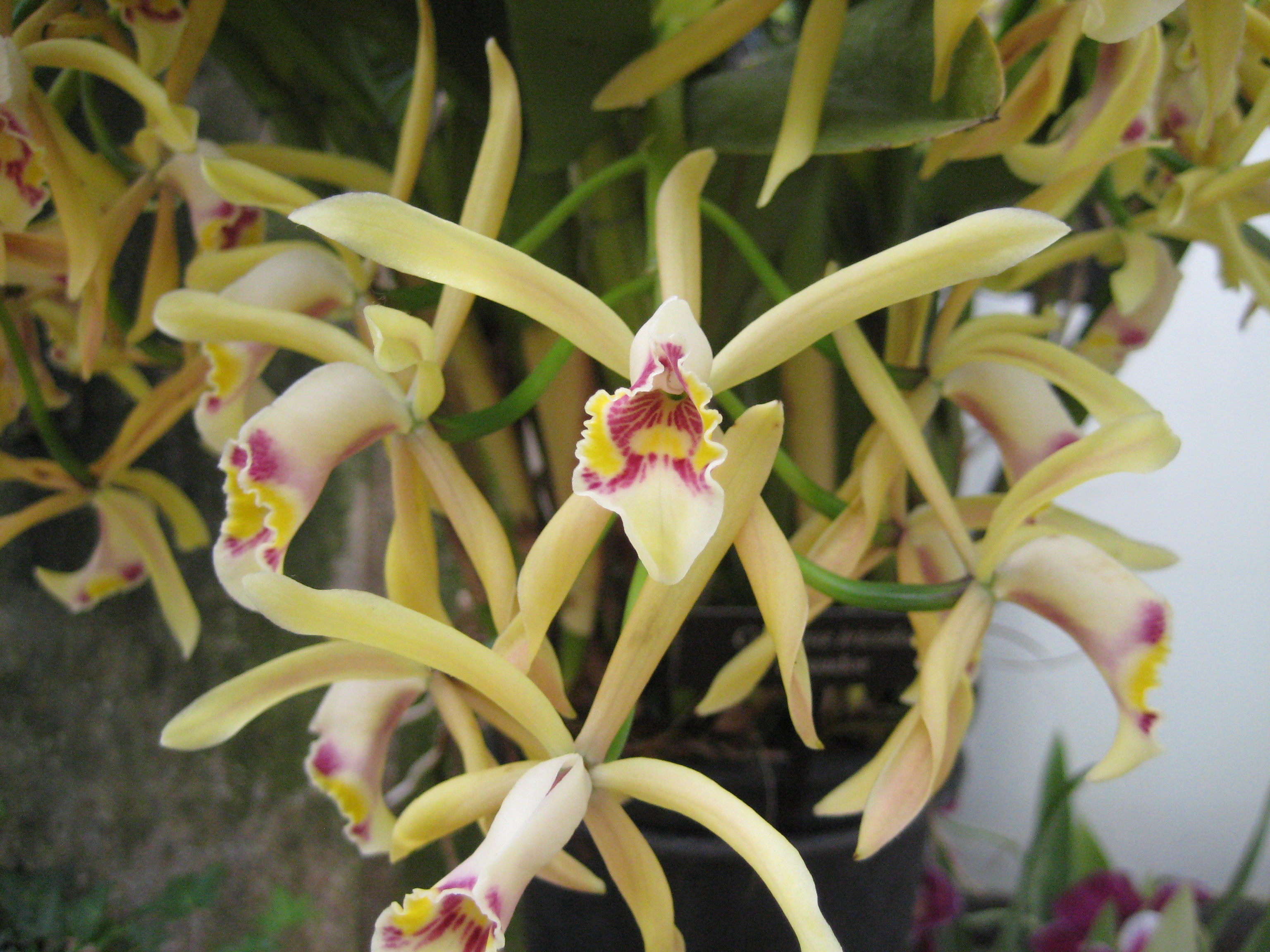